# Crash (revista)
A Crash foi uma revista britânica dedicada a jogos de ZX Spectrum. Foi publicada de 1984 a 1991 pela Newsfield Publications Ltd até sua liquidação e, em seguida, até 1992 pela Europress.